# 耶森旺
耶森旺是德国巴伐利亚州的一个市镇。总面积15.30平方公里，总人口1516人，其中男性719人，女性797人（2011年12月31日），人口密度99人/平方公里。